# Liliput Színház
A Liliputi színház a 20. század elejének nemzetközi hírű magyar színháza volt.

## Története
Gerencsér Ferenc 1925-ben elhagyva újságírói állását megalapította törpeszínházát melynek az „Ungarische Liliputauer Gruppe” nevet adta. A társulat huszonhat főből állt, mindannyian törpe növésűek voltak. A színészeket Gerencsér úr képezte ki, és ő rendezte a darabokat is.

A művészek nyaranta a városligeti Vurstliban léptek fel, télen pedig külföldön vendégszerepeltek. Gerencsér úr a művészeket saját városligeti házban szállásolta el és úgy bánt velük, mint saját gyermekeivel. A törpék pedig tisztelték vezetőjüket, aki kenyeret, munkát, otthont, biztonságot és sikert adott nekik. Sajátos, jól megszervezett életet éltek a Gerencsér-házban.

### A jelentősebb színészek
- Szabó Irénke
- Gáspár Juliska
- Hirsch Zoltán
- Rumi Pál

Hirsch Zoltán egy miniatűr motorkerékpárral közlekedett a fővárosban, ezért közismert lett. A kerékpárt egy rajongója készítette neki.
Gáspár Juliskának mély hangja ellenére (amiért néha rábíztak a bonviván szerepét is) szexepilje is volt, loknikat rakott fel mikor fellépett, s volt egy száma, karfán ülve, mutogatta a combjait és kacéran énekelt. Juliskának ráadásul nagyon szép lába volt és jól táncolt, a pesti közönség rajongott érte. 

Darabjaik között szerepelt a János vitéz is. 

Minden előadás úgy fejeződött be, hogy a teljes társulat kiment a színpadra és együtt énekelték el a Szép vagy gyönyörű vagy Magyarország... című dalt.
Az 1950-es években az államosítás a Vurstlit és így a Liliputi Színházat sem kímélte meg, végleg eltűnt a liliputi falu, bezárták és lebontották azt a színházat ami sok pesti ember számara a városliget elválaszthatatlan része volt.
A társulati tagok névsora:
- Burján Teri – Vecsés
- Dobó Pál
- Fehér Manci – Temesvár
- Fehér Piroska – Kiskunmajsa
- Holló István – Boconád
- Káldy Teri -Peremarton
- Kéri Magdolna – Ecseg
- Komáromi István – Piliscsév
- Mazaga Ferenc – Bácsalmás
- Mészáros Margit – Munkács
- Nagy József – Sepsiszentgyörgy
- Péterfi Vali – Tatabánya
- Petrovszki József – Kondoros
- Petrovszki Judit – Kondoros
- Steuss János – Vésztő
- Szabados Marika – Munkács
- Szabó Irén – Dévaványa
- Szokolai Gyula
- Tanka Gyula – Mezőberény
- Tolnay Magda – Tolna megye

## Képgaléria

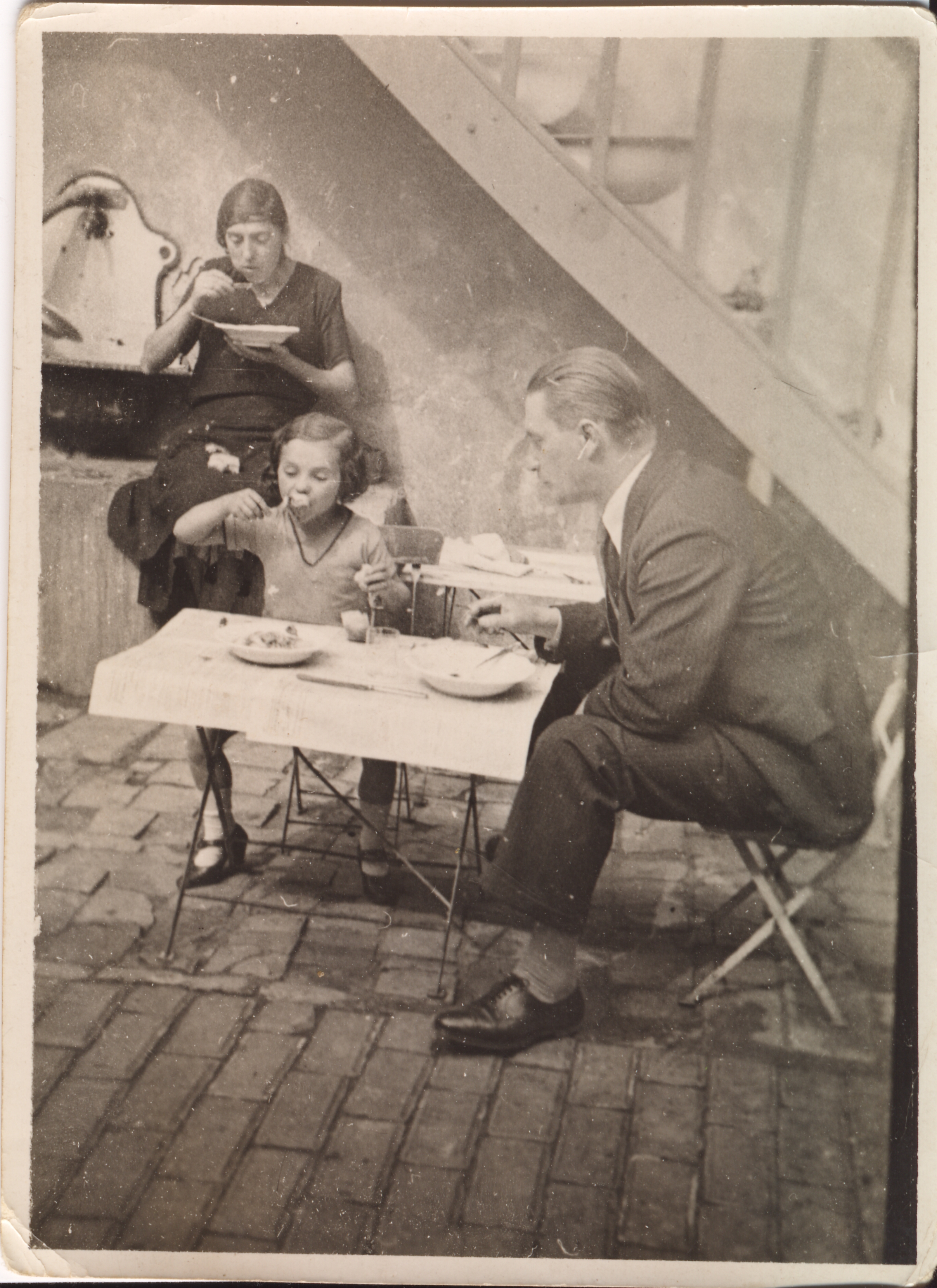
Gerencsér Jenő (az alapító egyik fia) és törpe az asztalnál
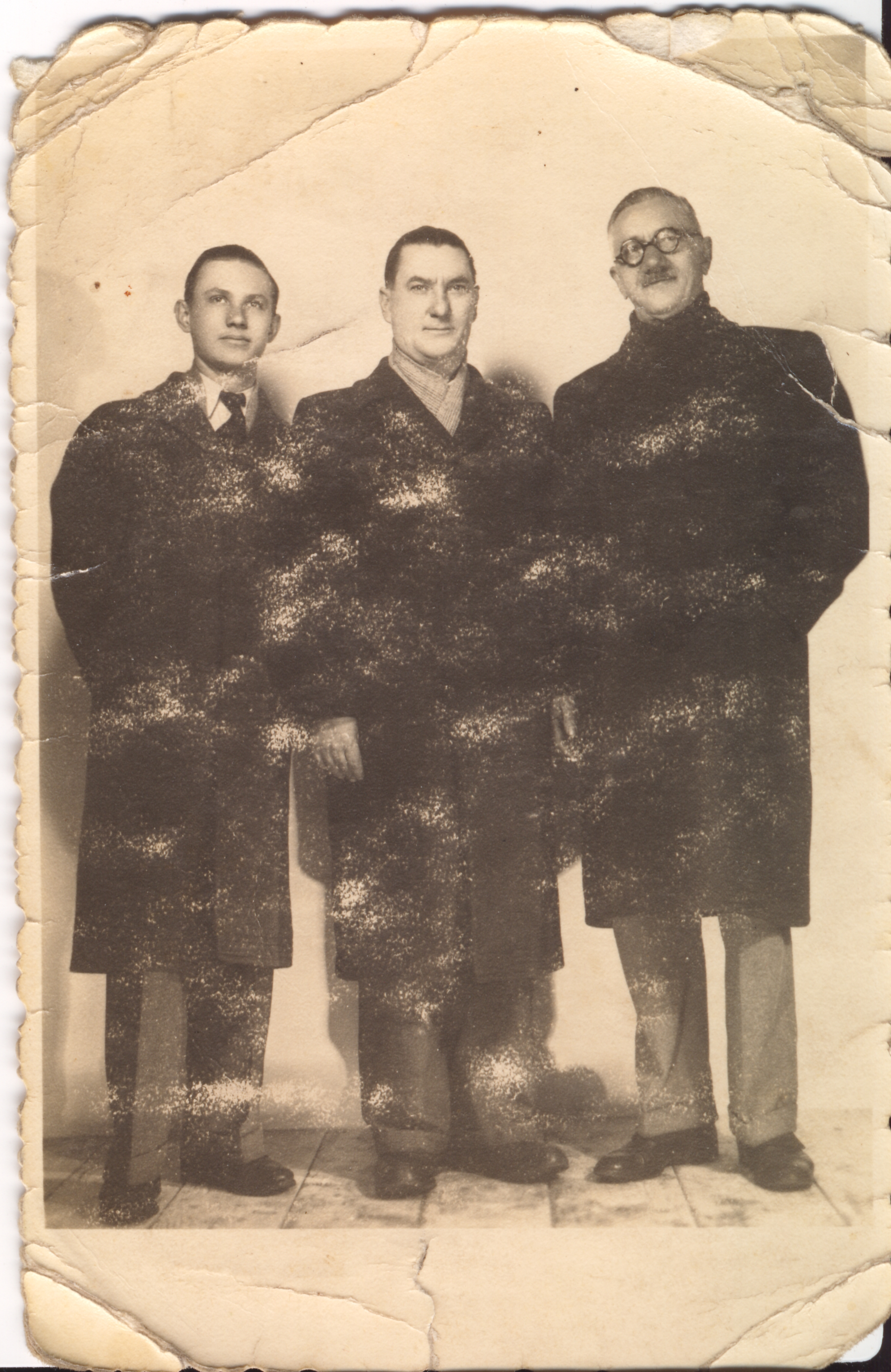
Három generáció: Jobbról Gerencsér Ferenc Gerencsér Jenő és Gerencsér Károly
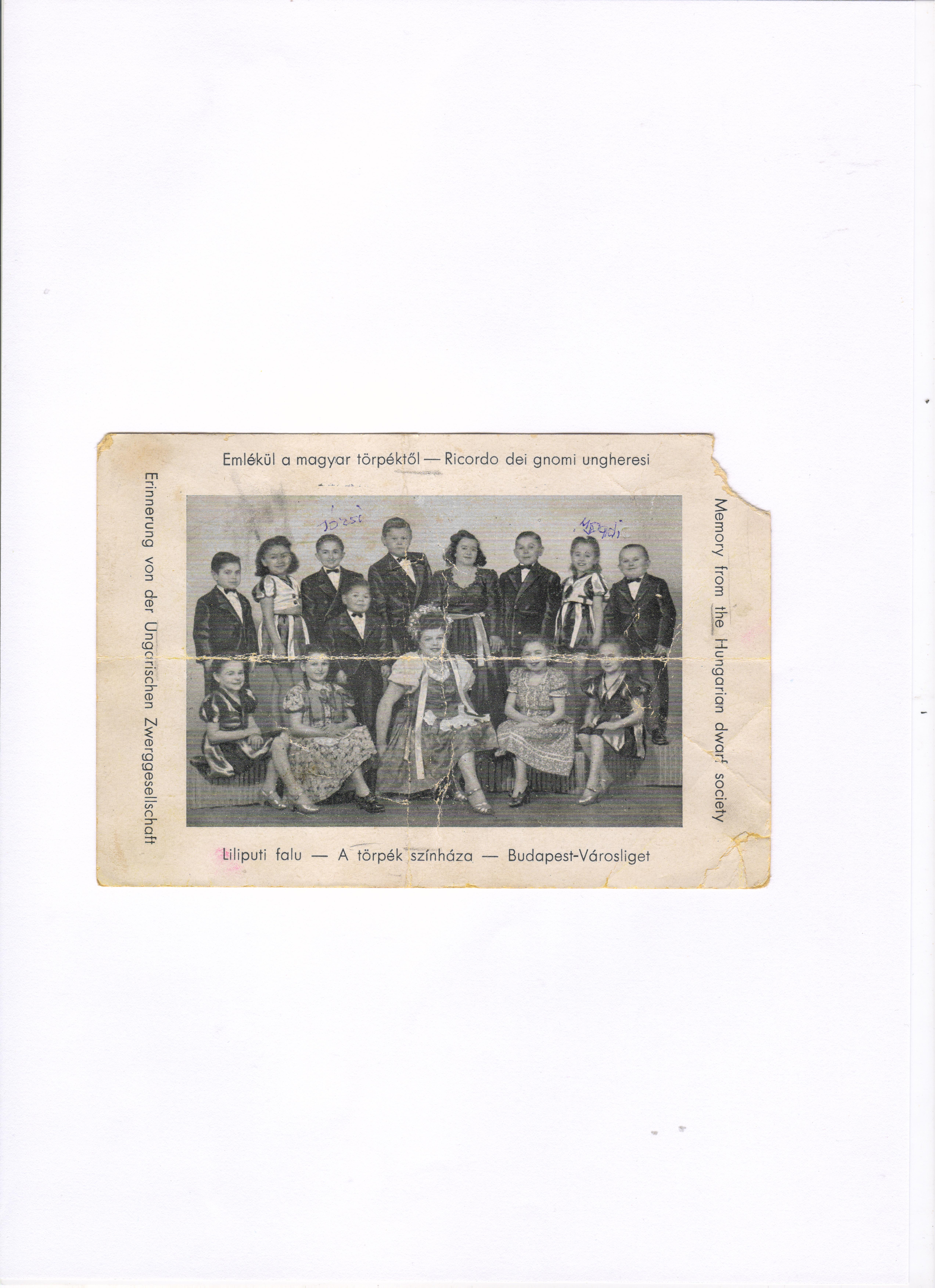
Liliputi Színház
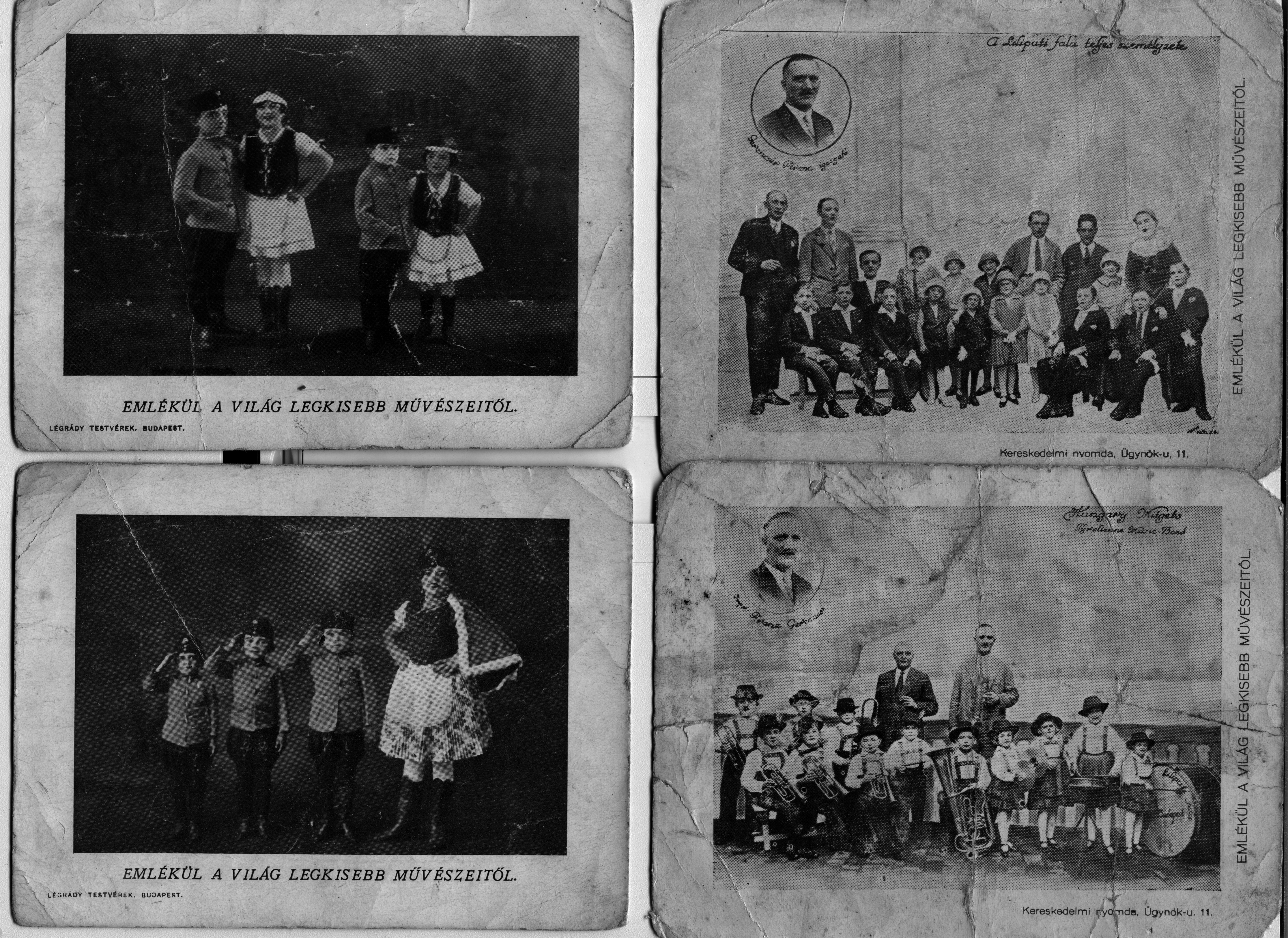